# Cristina (Minas Gerais)
Cristina is een gemeente in de Braziliaanse deelstaat Minas Gerais. De gemeente telt 11.478 inwoners (schatting 2009).

## Aangrenzende gemeenten
De gemeente grenst aan Carmo de Minas, Conceição das Pedras, Dom Viçoso, Maria da Fé, Olímpio Noronha en Pedralva.

## Geboren
- Delfim Moreira da Costa Ribeiro (1868-1920), president van Brazilië (1918-1919)
- Francisco Rezek (1944), hoogleraar, politicus en rechter